# 多羅尾光太
多羅尾 光太（たらお みつもと）は、安土桃山時代から江戸時代初期の武将。江戸幕府代官。

## 生涯
天文21年（1552年）、近江国甲賀郡の国人・多羅尾光俊の子として誕生。
天正10年（1582年）、徳川家康の伊賀越えに際し、父と共にこれに協力した。その後は豊臣氏に仕え、長女が豊臣秀次の側女になったが、秀次失脚に連座して改易、長女は処刑された。
慶長元年（1596年）からは徳川氏に仕え、既に出仕していた弟・光雅の所領を分けられて甲賀郡に1500石を領することになった。関ヶ原の戦い、大坂の陣のいずれもに従軍した。寛永6年（1629年）に致仕。なお、次女は幼少期より徳川家康に仕えた。
正保4年（1647年）、死去。